# Phố Mô Phạm

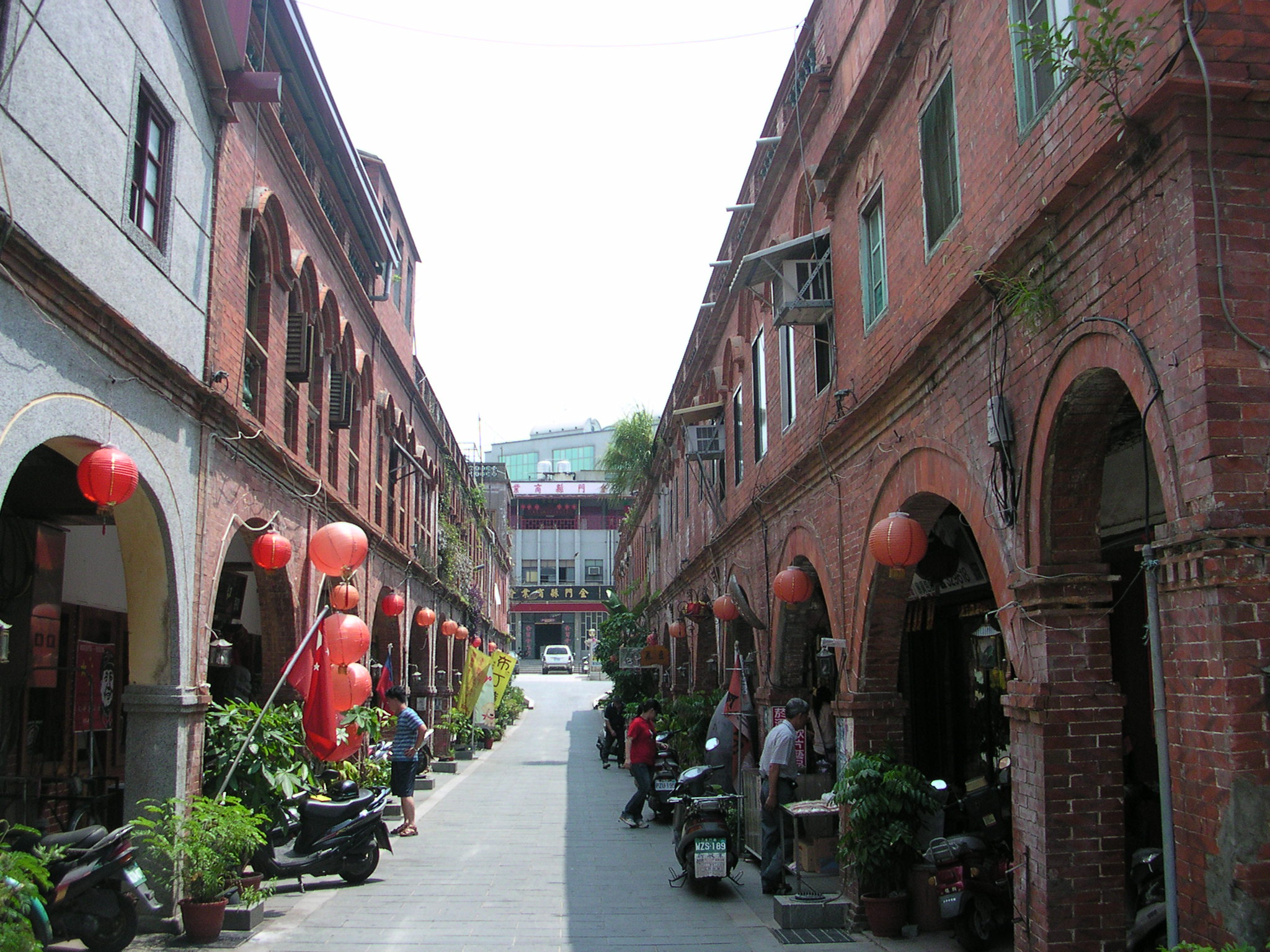
Phố Mô Phạm

Phố Mô Phạm (chữ Hán: 模範街; bính âm: Mófàn Jiē) là một khu phố nằm tại thị trấn Kim Thành, huyện Kim Môn, tỉnh Phúc Kiến, Trung Hoa Dân Quốc.

## Tên gọi
Khu phố sở hữu tên gọi từ kiến trúc hỗn tạp đồng đều giữa phong cách Trung Hoa và phương Tây.

## Lịch sử
Khu phố được xây dựng năm 1924.